# Silent Hill 2
Silent Hill 2 (jap. サイレントヒル２ Sairento Hiru ni) – druga część serii gier Silent Hill. Jest to psychologiczny survival horror stworzony przez Team Silent. Gra została wydana w 2001 roku przez Konami na platformach PlayStation 2, Xbox i Microsoft Windows. Wersje na Xboksa, Windows oraz wznowione wydania na PlayStation 2 zawierają bonusowy scenariusz Born from a Wish i dodatkowe zakończenie UFO – pierwsze wydania gry na konsolę PlayStation 2 jako jedyne nie zawierają tych dodatków.
Atmosfera Silent Hill 2 znacznie różni się od poprzedniczki, gdyż w przeciwieństwie do niej jest nie tylko horrorem, ale w znacznej mierze ponurą, melancholijną historią miłosną. Większość lokacji występujących w grze można określić mianem sterylnych, jeśli przyrównać je do tych z pierwszej części – brak w nich wszechobecnej krwi, zwłok oraz krat. Również oprawa muzyczna autorstwa Akiry Yamaoki jest odmienna w stosunku do części pierwszej i bardziej odpowiada melancholijnemu klimatowi Silent Hill 2.
Remake gry wyprodukowany przez Bloober Team został wydany 8 października 2024 roku.

## Silent Hill HD Collection
Silent Hill HD Collection (w Japonii Silent Hill HD Edition) to rozszerzona edycja Silent Hill 2 i Silent Hill 3 z grafiką HD i rozdzielczością 720p. Została wydana 20 marca 2012 roku w USA i Europie oraz 29 marca w Japonii na konsole PlayStation 3 i Xbox 360. Najważniejszą zmianą po grafice w grach są dodane trofea do wersji PlayStation 3 i osiągnięcia do wersji xboksowej oraz na nowo nagrane głosy bohaterów pod kierownictwem Mary Elizabeth McGlynn. Gracz ma opcję włączenia oryginalnych głosów. Krótko po premierze wokół HD Collection narodziły się kontrowersje, spowodowane wieloma błędami graficznymi i dźwiękowymi, które nie pozwały na bezproblemowe granie.

### Produkcja gry
HD Collection została zapowiedziana przez Konami w 2011 roku na targach E3 – ujawniono, że na kolekcję składać się będą tylko dwie gry, z czego każda będzie mieć nagrane na nowo głosy bohaterów. Początkowo kolekcja miała być exclusivem na konsolę Sony, jednak ostatecznie wydaną ją również na konsolę Microsoftu. Początkowo premiera była zaplanowana na 24 stycznia, lecz została przeniesiona na 6 marca. Później znowu została przełożona, tym razem ostatecznie na 20 marca.

### Odbiór gry
HD Collection na Xboxa 360 spotkała się z mieszanymi i średnimi recenzjami krytyków i fanów, którzy dali jej odpowiednio 71/100 i 6,1 na Metacritic i 70,30% na GameRankings, natomiast wersja na PlayStation 3 spotkała się z bardzo niskimi ocenami: 69/100 i 3,9 na Metacritic i 66,44% na GameRankings.